# Obrigações extraterritoriais
As obrigações extraterritoriais (ETOs) são obrigações em relação aos atos e omissões de um Estado, dentro ou fora de seu território, que tenham efeitos no gozo dos direitos humanos fora do território desse Estado.

## Conceito
Os direitos humanos são direitos universais. Quando um estado limita suas obrigações de direitos humanos como sendo aplicáveis apenas dentro de suas próprias fronteiras, isso pode levar a lacunas na proteção dos direitos humanos nos processos políticos internacionais.
Os detalhes dos ETOs foram estabelecidos nos Princípios de Maastricht sobre Obrigações Extraterritoriais dos Estados na área de Direitos Econômicos, Sociais e Culturais (Princípios de Maastricht) em 2011. Os Princípios de Maastricht foram adotados por especialistas em direito internacional e direitos humanos de diferentes regiões do mundo.
Os Princípios de Maastricht obrigam os Estados a respeitar os direitos econômicos, sociais e culturais das pessoas dentro de seus territórios e extraterritorialmente. De acordo com os princípios, os Estados devem abster-se de condutas que anulem ou prejudiquem o gozo e exercício dos direitos econômicos, sociais e culturais de pessoas fora de seus territórios.
Os Princípios de Maastricht determinam ainda que os Estados devem abster-se de condutas que prejudiquem a capacidade de outro Estado de cumprir suas obrigações de direitos humanos, e b) fomentem outro Estado ou organização internacional a violar suas obrigações de direitos humanos.

## Base jurídica
Os Princípios de Maastricht não pretendem estabelecer novos elementos do direito em relação aos direitos humanos, mas esclarecem as obrigações extraterritoriais dos Estados com base no direito internacional existente. Os princípios não são juridicamente vinculativos, são uma expressão de opiniões de especialistas sobre o status das obrigações extraterritoriais de direitos humanos no direito internacional.
A Declaração Universal dos Direitos Humanos, definida pelas Nações Unidas, é aplicável a todas as pessoas, independentemente do status político, jurisdicional ou internacional do país ou território ao qual a pessoa pertença.
As Nações Unidas afirmam que todos os Estados devem agir, separadamente e em conjunto, por meio da cooperação internacional, para respeitar os direitos econômicos, sociais e culturais das pessoas dentro de seus territórios e extraterritorialmente. Os Estados também devem abster-se de conduta que prejudique o gozo de tais direitos  fora de seus territórios.
Em 2007, o Consórcio de Obrigações Extraterritoriais foi estabelecido em Heidelberg, Alemanha. É uma rede global de mais de 140 organizações e acadêmicos que buscam promover a conscientização e a implementação das obrigações extraterritoriais dos estados.

## Exemplos de aplicação

### Alterações Climáticas
A mudança climática destaca a necessidade de uma proteção efetiva dos direitos humanos, que deve estar disponível para indivíduos e comunidades quando enfrentam problemas políticos, sociais, econômicos ou ecológicos que não são limitados pelas fronteiras políticas dos Estados.
As alterações climáticas têm efeitos adversos sobre as populações, tendo o seu deslocamento consequências adversas significativas para as crianças em África. A conduta extraterritorial de Estados ou organizações internacionais ou suas omissões associadas à mudança climática levantou escrutínio. Um relatório do Escritório do Alto Comissariado para os Direitos Humanos relaciona as mudanças climáticas e o gozo dos direitos da criança sob a Convenção sobre os Direitos da Criança, destacando a importância de medidas como a jurisdição extraterritorial.

### Grilagem
A grilagem de terras no século 21 refere-se principalmente a aquisições de terras em grande escala após a crise mundial dos preços dos alimentos de 2007-08, provocando temores de segurança alimentar em partes do mundo. A discussão sobre a melhoria da transparência na aquisição de terras em grande escala inclui abordar as obrigações extraterritoriais dos Estados sobre empresas comerciais internacionais.

### Digitalização
A falta de mecanismos de governança global para o uso de tecnologias digitais é um problema. Os Estados têm a obrigação de limitar quaisquer possíveis consequências negativas não intencionais, mas, na realidade, as ferramentas digitais estão sendo usadas para reprimir os direitos civis e políticos. A União Europeia está em processo de construção de um conjunto de regulamentos para estabelecer e apoiar um mercado único digital com a intenção de recalibrar os atuais marcos legais. Um exemplo é o Regulamento Geral de Proteção de Dados, com o objetivo de dar aos residentes da UE mais controle sobre seus dados.

### Conflitos militares
Embora os Estados no passado possam ter contestado obrigações extraterritoriais com base no direito internacional, o que implica que um Estado não deve infringir a soberania de outro Estado, tais obrigações, em particular para evitar genocídio e crimes atrozes, são cada vez mais referenciados em casos jurídicos internacionais.
No caso internacional Bósnia versus Sérvia (2007), um estado forneceu altos níveis de assistência militar e econômica às forças paramilitares que realizaram um genocídio em outro país. Em seu julgamento de 2007 sobre Bósnia v. Sérvia, a Corte Internacional de Justiça considerou que os Estados Partes da Convenção de Genocídio de 1948 têm a obrigação de prevenir o genocídio também além de suas fronteiras territoriais.